# Man Ray: Prophet of the Avant Garde
Man Ray: Prophet of the Avant Garde è un episodio della serie televisiva American Masters andato in onda nel 1997 e diretto da Mel Stuart.
È basato sulla vita del pittore statunitense Man Ray.

## Riconoscimenti
- Candidatura al Premio Emmy 1997: Miglior Realizzazione Speciale d'Informazione (Mel Stuart (produttore-regista), Neil Baldwin (soggetto), Susan Lacy (produttore esecutivo), Tamar Hacker (maggior produttore), William T. Cartwright (co-produttore))